# Бирюков, Борис Николаевич (учёный)
Борис Николаевич Бирюков (укр. Борис Миколайович Бiрюков; 1927—2013) — советский и украинский учёный, доктор технических наук (1974), профессор (1980), действительный член Академии инженерных наук Украины (1992).
Специалист в области технологии машиностроения. Автор около ста научных работ, включая 11 монографий, также более 100 патентов и авторских свидетельств на изобретения.

## Биография
Родился 19 декабря 1927 года в городе Арамиль Уральской области в крестьянской семье. В 1928 году семья переехала на постоянное место жительства в город Свердловск (ныне Екатеринбург).
В 1943 году окончил семилетнюю школу и в 1943—1947 годах учился в Свердловском электроэнергетическом техникуме. С 1943 по 1945 год работал электрослесарем в мастерской по ремонту электродвигателей, совмещая работу с учёбой в техникуме. По окончании техникума работал техником-конструктором Уральского турбомоторного завода (ныне Уральский дизель-моторный завод). В 1948—1950 годах был инженером и старшим инженером, а в 1953 году стал энергетиком на этом же заводе.
В 1953—1956 годах продолжил своё образование в Уральском политехническом институте и по совместительству преподавал физику и математику в средней школе рабочей молодежи. Окончил институт в 1956 году по специальности «Электрические станции, сети и системы». В 1956—1957 годах работал инженером-конструктором научно-исследовательского и проектного института «НИИПРОМЕДЬ». В 1957—1959 годах — старший инженер-технолог завода п/я 39; в 1959—1961 годах — ведущий конструктор завода п/я 340; в 1961—1969 годах — заместитель начальника конструкторского завода п/я 333.
В 1962—1966 годах заочно обучался в аспирантуре на кафедре «Горная механика» Уральского горного института им. В. В. Вахрушева и одновременно был преподавателем этой кафедры. В 1967 году защитил кандидатскую диссертацию на тему «Конструкция и исследования роторно-поршневой гидравлической машины с гипотрохоидним профилем рабочей полости» и в этом же году получил ученую степень кандидата технических наук. В 1969—1974 годах работал старшим научным сотрудником и доцентом кафедры «Машиноведение и детали машин» УПИ. В 1974 году защитил докторскую диссертацию на тему «Исследование основы расчета и конструирования роторных гидравлических машин с планетарным движением и циклоидальных профилированием рабочих органов, создание новых гидравлических машин» и в этом же году Бирюкову было присвоена ученая степень доктора технических наук.
В 1974—1975 годах был профессором кафедры «Машиноведение и детали машин», а в 1975—1978 годах — заведующим кафедрой «Технология машиностроения» Уральского политехнического института им. С. М. Кирова (УПИ).
С 1978 года жил и работал в Украинской ССР и в 1978—1985 годах являлся заведующим кафедрой «Металлорежущие станки» Одесского политехнического института.
В период с 1980 по 1981 год находился в научной командировке в Дрезденской высшей школе Германской Демократической Республики.
В 1985—1987 годах — профессор факультета повышения квалификации инженеров электронной промышленности предприятий СССР Одесского политехнического института, в 1987—1997 годах — заведующий кафедрой «Технология конструкционных материалов и материаловедения» этого же вуза.
В 1986—1989 годах по совместительству работал главным научным сотрудником отраслевой научно-исследовательской лаборатории гидравлического привода при Одесском заводе «Стройгидравлика».
В 1988—1989 годах читал лекции на Кубе в Механическом институте города Сьенфуэгос.
В 1992 году был избран действительным членом Академии инженерных наук. С 1997 года являлся профессором кафедры «Технология конструкционных материалов и металловедения» Одесского национального политехнического университета. Под руководством был воспитан ряд докторов и кандидатов технических наук.
В 1987—1990 годах был награждён двумя серебряными медалями ВДНХ СССР и бронзовой медалью ВДНХ УССР (ныне Национальный Экспоцентр Украины). В 1988 году был удостоен почетного звания «Заслуженный работник высшей школы Украинской ССР». В 2001 году награждён грамотой Государственного департамента интеллектуальной собственности Министерства образования и науки «За значительный вклад в изобретательской и рационализаторской работе в Украине».
Умер 18 августа 2013 года в Одессе.

## Личная жизнь
- Жена — Эмма Ивановна, работала руководителем патентной службы Одесского проектно-строительного института; 
  - дочь Илона, закончила химико-технологический факультет Одесского политехнического института.